# Nanjala Nyabola
Nanjala Nyabola, född i Nairobi, Kenya, är en kenyansk författare och journalist.
Hon skriver främst om det afrikanska samhället, politik, teknologi och feminism. Hennes första bok Digital Democracy, Analogue Politics: How the Internet Era is Transforming Kenya, som publicerades 2018, beskrevs som "ett måste forskare och journalister som skriver om Kenya idag.
Nyabola erhöll Rhodes Scholarship-stipendiumet vid University of Oxford 2009.

## Journalistik
Nyabola skriver oftast om det afrikanska samhället, främst om det kenyanska, men även om teknologi, politik och feminism. Hennes artiklar har publicerats i African Arguments, Al Jazeera, Financial Times, Foreign Affairs, Foreign Policy, The Guardian, New African, The New Humanitarian, The New Inquiry, New Internationalist och OkayAfrica.
Nyabolas debattartikel "Why do Western media get Africa Wrong?" publicerades i Al Jazeera 2014 diskuterades mycket och väckte stor uppmärksamhet.
Nyabolas krönika "Why, as an African, I took a Rhodes Scholarship" utsågs till en av de bästa krönikorna av The Atlantic.

## Tal

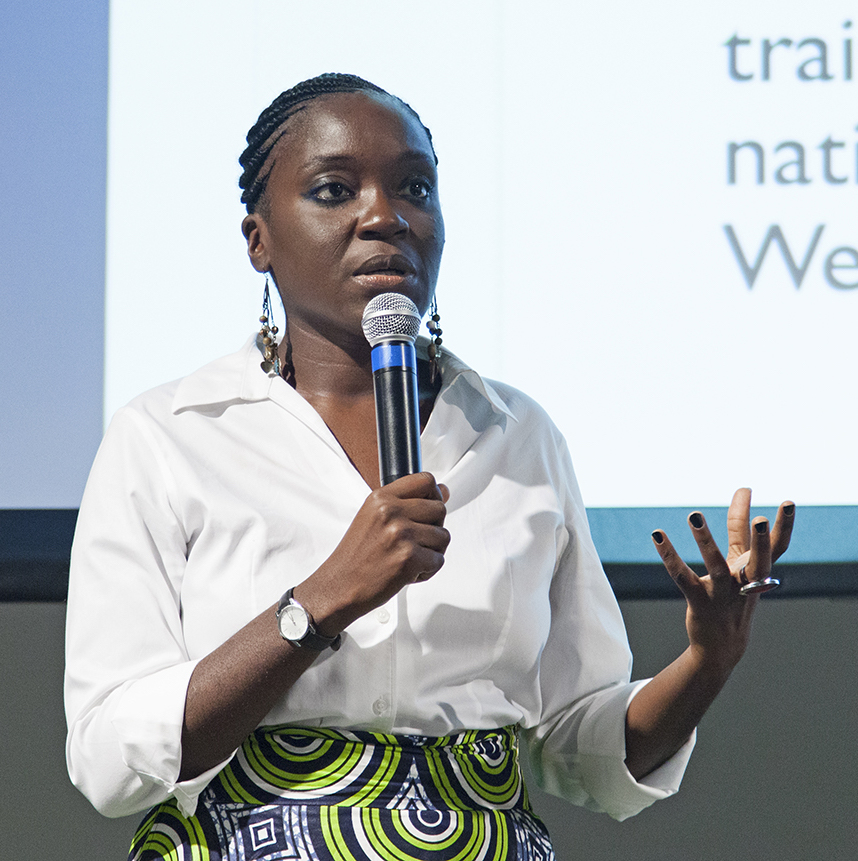
Nanjala Nyabola på Disruption Network Lab i Berlin 2018.

Nyabola talar ofta för BBC World Service, oftast om problem med Kenyas teknologi och politik.
Hon talar även på flera olika universitet om kenyansk politik, feminism och migration. Detta har hon gjort på bland annat University of Edinburgh, School of Oriental and African Studies och Stanford University.
Nyabola har också talat på flera konferenser, såsom på re:publica 2018 och 2019, men även på 2018 års Forum on Internet Freedom in Africa 2019 och RightsCon i Tunis 2019.